# اعتیاد عجیب من
«اعتیاد عجیب من» (انگلیسی: My Strange Addiction) ترانه‌ای از خواننده و ترانه‌پرداز آمریکایی، بیلی آیلیش از نخستین آلبوم استودیویی او به نام وقتی همه می‌خوابیم، کجا می‌ریم؟ (۲۰۱۹) است. متن ترانه توسط بیلی آیلیش و برادرش فینیس اوکانل نوشته شده و تهیه‌کنندگی آن را برادرش انجام داده است.

## گواهی‌نامه‌ها
| منطقه                                   | گواهی     | واحد گواهی‌شده/فروش |
| --------------------------------------- | --------- | ------------------ |
| استرالیا (آی‌اف‌پی‌آی استرالیا)            | ۲× پلاتین | ۱۴۰٬۰۰۰            |
| اتریش (فونوگرافی اتریش)                 | طلا       | ۱۵٬۰۰۰             |
| برزیل (پرو موزیکا برزیل)                | ۲× پلاتین | ۸۰٬۰۰۰             |
| کانادا (میوزیک کانادا)                  | پلاتین    | ۸۰٬۰۰۰             |
| دانمارک (آی‌اف‌پی‌آی)                      | طلا       | ۴۵٬۰۰۰             |
| مکزیک (امپروفون)                        | طلا       | ۳۰٬۰۰۰             |
| لهستان (زدپی‌ای‌وی)                       | طلا       | ۱۰٬۰۰۰             |
| پرتغال (انجمن صنفی گرامافون)            | طلا       | ۵٬۰۰۰              |
| اسپانیا (سازنده‌های موسیقی)              | طلا       | ۳۰٬۰۰۰             |
| بریتانیا (بی‌پی‌آی)                       | طلا       | ۴۰۰٬۰۰۰            |
| ایالات متحده (آرآی‌ای‌ای)                 | پلاتین    | ۱٬۰۰۰٬۰۰۰          |
| رقم فروش+پخش جاری تنها بر پایهٔ گواهی‌ها. |           |                    |